# Matti Steinmann
Ville Matti Steinmann (Amburgo, 8 gennaio 1995) è un calciatore tedesco, centrocampista del Drochtersen-Assel.

## Caratteristiche tecniche
È un centrocampista difensivo.

## Carriera

### Club
Dal 2009 al 2012 gioca con le giovanili dell'Amburgo. Dal 2012 al 2015 gioca con la squadra riserve ottenendo 52 presenze in campionato e 5 gol. Nel 2014-15 ottiene anche una presenza in prima squadra e sempre nel 2015 è andato in prestito al Chemnitzer Fußballclub.

### Nazionale
Nel 2015 è stato convocato dalla Nazionale Under-20 tedesca per disputare i Mondiali di categoria.

## Statistiche

### Presenze e reti nei club
| Stagione        | Squadra         | Campionato      | Campionato | Campionato | Coppe nazionali | Coppe nazionali | Coppe nazionali | Coppe continentali | Coppe continentali | Coppe continentali | Altre coppe | Altre coppe | Altre coppe | Totale | Totale |
| Stagione        | Squadra         | Comp            | Pres       | Reti       | Comp            | Pres            | Reti            | Comp               | Pres               | Reti               | Comp        | Pres        | Reti        | Pres   | Reti   |
| --------------- | --------------- | --------------- | ---------- | ---------- | --------------- | --------------- | --------------- | ------------------ | ------------------ | ------------------ | ----------- | ----------- | ----------- | ------ | ------ |
| 2020-2021       | East Bengal     | ISL             | 17         | 4          | -               | -               | -               | -                  | -                  | -                  | -           | -           | -           | 17     | 4      |
| Totale carriera | Totale carriera | Totale carriera | 17         | 4          |                 | 0               | 0               |                    | -                  | -                  |             | -           | -           | 17     | 4      |